# 舞

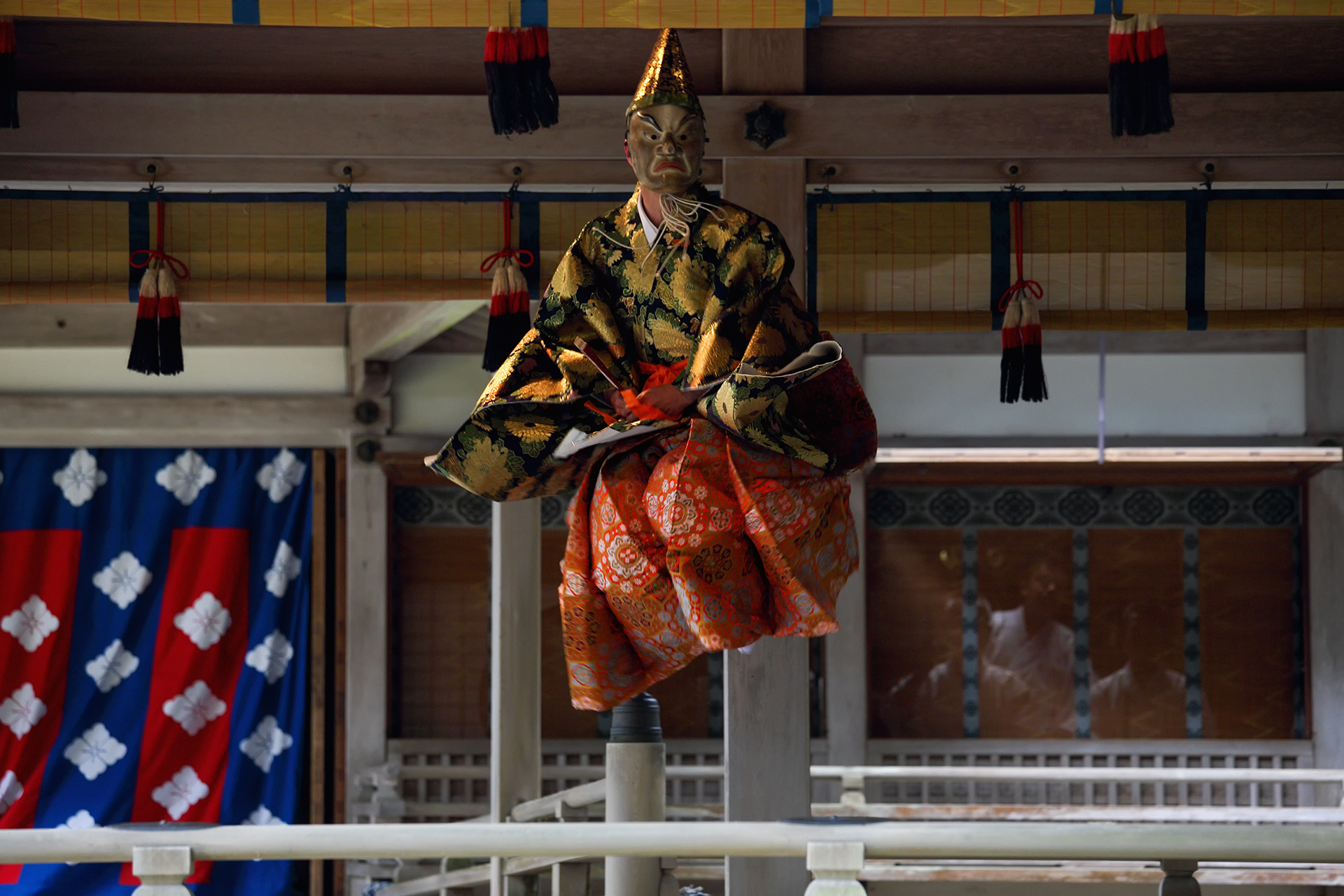
彌彦神社の舞楽「大々神楽」

舞（まい）とは、日本舞踊のうちメロディに合わせた旋回運動を主としたもの。
本来、踊りとは異なる性格のもので、舞が旋回を要素とするのに対し、踊りは跳躍を要素とするものをいう。また、舞は個人的・芸術的な要素を古くから強くもっていたのに対し、踊りは群舞または乱舞といった集団的形態をとりむしろ生活的な要素を強くもつものだった。明治以前には、踊りとは明確に区別されていたが、ダンスの和訳として舞踊という言葉ができ、区別が意識されなくなった。

## 解説
古典的な神楽に大陸からの渡来芸が加わったものとされ、民衆の中から生まれた踊りに較べて専門的技能を要するものである。ゆえに世襲的に伝えられてきたものが多いが、明治維新後は家禄を失ったことにより多くは絶えてしまい、伝統芸能としては能楽の要素として残される程度である。しかし多くの民俗芸能（郷土芸能）が重要無形民俗文化財に指定されているほか、その伝統を引き継ぐものは多々あり、面影をしのぶことができる。
なお室町時代から江戸時代の初期にかけては、舞（まい）といえば幸若舞を指すことが多かった。

### 舞楽
舞楽とは、舞を伴った雅楽を指している。日本の舞楽は唐楽・林邑楽・度羅楽・高麗楽・新羅楽・百済楽といった、中国を中心とした広い範囲の種種雑多な諸楽を楽舞群としてまとめたもので、日本に伝来したのは欽明天皇の時代から推古天皇の時代にかけてと考えられる。現代でも演じられているが、中国・朝鮮で整理された形で日本に伝来したため、元となったものよりも昇華した部分もある。舞楽は演目に合わせて舞楽面と呼ばれる仮面をつけて踊る。
以下は、重要無形民俗文化財に指定されている舞楽であり、口承などでは平安時代からの歴史をもつとされるものが多い。
- 大日堂舞楽（秋田県）
- 林家舞楽（山形県）- 天王寺舞楽系
- 糸魚川・能生の舞楽（新潟県）
- 弥彦神社燈篭おしと舞楽（新潟県）  - 大々神楽は四天王寺系
- 遠江森町の舞楽（静岡県） - 春日神社系
- 聖霊会の舞楽（大阪府） - 四天王寺舞楽

### 重要無形民俗文化財指定の「舞」
以下に、重要無形民俗文化財に指定されている舞を掲げる。口承では、いずれも室町時代以前からの歴史をもつものばかりである。
- 糸崎の仏舞
- 岩国行波の神舞
- 越中の稚児舞
- 鬼剣舞
- 上鴨川住吉神社神事舞
- 車大歳神社の翁舞
- 幸若舞
- 杉野原の御田舞
- 天津司舞
- 奈良豆比古神社の翁舞
- 花園の御田舞
- 松尾寺の仏舞
- 水海の田楽・能舞
- 隠岐国分寺蓮華会舞
- 隠岐の田楽と庭の舞
- 鷺舞

### さまざまな舞
その他、以下のような舞の芸能が各地に伝承されている。
- 巫女舞
- 筑紫舞
- 剣扇舞
- 稚児舞
- 吉志舞
- 剣詩舞
- 翁舞
- 曲舞
- 地歌舞
- 仏舞
- 上方舞
- 神舞
- 獅子舞
- 座敷舞
- 御田舞
- つく舞
- 纏舞